# 회계법인
회계법인(會計法人, accounting firm)이란 회계상의 재무서류(재무제표 등)의 감사 또는 작성 업무를 조직적으로 수행하기 위하여 설립된 법인이다. 회계법인들은 회계감사뿐만 아니라 세무자문, 경영자문 등의 영업활동을 통해 수익을 올린다.

## 세계의 회계법인
- 프라이스워터하우스쿠퍼스 - 삼일회계법인과 제휴관계
- KPMG - 삼정회계법인과 제휴관계
- 딜로이트 - 안진회계법인과 제휴관계
- 언스트 엔 영 - 한영회계법인과 제휴관계

## 대한민국의 회계법인
대한민국 내의 회계법인은 삼일회계법인, 삼정회계법인, 안진회계법인, 한영회계법인이 빅4로 꼽힌다. 2016년 기준 삼일이 1위, 삼정이 2위, 안진이 3위, 한영이 4위를 차지했다. 타 회계법인에 비해서 안진은 세무자문에, 삼정은 경영자문에 특화되어 있으며, 한영은 최근 경영자문을 통해 매출이 늘어났다. 삼일은 모든 부문에서 1위를 차지했으며, 3개 분야 외에도 인증 업무로도 수익을 차지하고 있다.
대한민국의 회계법인은 공인회계사법 제26조 1항에 따라 3인 이상의 공인회계사인 이사를 두어야 하며, 제26조 2항에 따라 10인 이상의 공인회계사로 구성된다. 또한 제27조 1항에 따라 5억 원 이상의 자본금이 있어야 한다. 제30조 1항에 따라, 회계법인의 회계처리는 주식회사의 외부감사에 관한 법률(약칭 외부감사법) 제13조로 규정하는 회계처리기준에 따라 회계처리를 해야 하며, 제30조 2항에 따라 재무제표를 작성하여 매 사업 연도 종료 후 3개월 이내에 금융위원회에 제출해야 한다. 